# Liga SEHA
Liga SEHA (ang. South East Handball Association League) – międzynarodowe rozgrywki piłki ręcznej mężczyzn, utworzone w 2011 i rozgrywane w systemie ligowym („każdy z każdym”, mecz i rewanż). Cztery najlepsze drużyny sezonu zasadniczego przystępują do gry w Final Four, podczas którego wyłaniany jest zwycięzca. W sezonie 2016/2017 do gry w Lidze SEHA przystąpiło 10 drużyn (z siedmiu państw: Białorusi, Bośni i Hercegowiny, Chorwacji, Macedonii, Słowacji, Słowenii i Węgier), z których siedem zakwalifikowało się jednocześnie do występów w Lidze Mistrzów.

## Historia
Rozmowy dotyczące powstania międzynarodowej ligi piłki ręcznej rozpoczęły się w 2010. Pozytywnie do pomysłu odniosły się kluby i federacje z: Bośni i Hercegowiny, Chorwacji, Czarnogóry, Macedonii, Serbii i Słowacji. Chęć przystąpienia do rozgrywek wyraziły również drużyny ze Słowenii i Węgier, jednak na przeszkodzie stanęły prawa telewizyjne. Swój akces zgłosiły również polskie Vive Kielce i Wisła Płock, na co zgody nie wyraził Związek Piłki Ręcznej w Polsce (również w związku z prawami telewizyjnymi).
Rozgrywki Ligi SEHA, do których przystąpiło ostatecznie 12 drużyn z sześciu państw, rozpoczęły się we wrześniu 2011. Rundę zasadniczą sezonu 2011/2012 wygrał chorwacki RK Zagrzeb, który odniósł 17 zwycięstw w 22 meczach. W rozegranym w Zagrzebiu w kwietniu 2012 Final Four najlepszy okazał się jednak macedoński Vardar Skopje, który zwyciężył w półfinale 30:29 z RK Zagrzeb, zaś w finale pokonał 21:18 Metalurga Skopje. W sezonie 2012/2013 do rozgrywek dołączył białoruski Mieszkow Brześć; nie przystąpiły do nich jednak dwa zespoły serbskie i jeden czarnogórski, co spowodowało, że liczba drużyn uczestniczących w Lidze SEHA została ograniczona do 10. W sezonie 2013/2014 do gry powróciły kluby z Serbii, zmniejszono natomiast liczbę zespołów bośniackich (z trzech do jednego).
W 2014 do Ligi SEHA dołączyło węgierskie Veszprém KSE. W sezonie 2014/2015 bezpośredni awans do turnieju finałowego wywalczyły dwie najlepsze drużyny, natomiast następne cztery (trzecia z szóstą i czwarta z piątą) rozegrały mecze o wejście do półfinału. Ostatecznie rozgrywki wygrało Veszprém KSE, które w 1/2 finału pokonało 25:24 RK Zagrzeb, zaś w finale wygrało 32:21 z Mieszkowem Brześć (był to jednocześnie pierwszy przypadek, kiedy zwycięzca rudny zasadniczej został także zwycięzcą całych rozgrywek). W sezonie 2016/2017 do rozgrywek nie przystąpiły kluby serbskie, które zostały zastąpione przez dwa zespoły słoweńskie.

## Uczestnicy
| Uczestnicy Ligi SEHA | | | | | |
| 2011/2012 | 2012/2013 | 2013/2014 | 2014/2015 | 2015/2016 | 2016/2017 |
| - Borac Banja Luka - Bosna Sarajewo - Crvena zvezda - Izviđač Ljubuški - Lovćen Cetynia - Metaloplastika Šabac - Metalurg Skopje - RK Nexe - RK Zagrzeb - Sutjeska Nikšić - Tatran Preszów - Vardar Skopje | - Borac Banja Luka - Izviđač Ljubuški - Lovćen Cetynia - Metalurg Skopje - Mieszkow Brześć - RK Nexe - RK Zagrzeb - Sloga Doboj - Tatran Preszów - Vardar Skopje | - Borac Banja Luka - Lovćen Cetynia - Metalurg Skopje - Mieszkow Brześć - Partizan Belgrad - RK Nexe - RK Zagrzeb - Tatran Preszów - Vardar Skopje - Vojvodina Nowy Sad | - Borac Banja Luka - Metalurg Skopje - Mieszkow Brześć - Radnički Kragujevac - RK Nexe - RK Zagrzeb - Tatran Preszów - Vardar Skopje - Veszprém KSE - Vojvodina Nowy Sad | - Borac Banja Luka - Mieszkow Brześć - RK Nexe - RK Strumica - RK Zagrzeb - Spartak Vojput - Tatran Preszów - Vardar Skopje - Veszprém KSE - Vojvodina Nowy Sad | - Izviđač Ljubuški - Metalurg Skopje - Mieszkow Brześć - RK Celje - RK Nexe - RK Velenje - RK Zagrzeb - Tatran Preszów - Vardar Skopje - Veszprém KSE |
| Pogrubioną czcionką oznaczono zwycięzców | | | | | |

## Wyniki

### Final Four
| Sezon     | Data                | Gospodarz | Zwycięzca     | Wynik         | 2. miejsce      | 3. miejsce      | Wynik | 4. miejsce      |
| --------- | ------------------- | --------- | ------------- | ------------- | --------------- | --------------- | ----- | --------------- |
| 2011/2012 | 14–15 kwietnia 2012 | Zagrzeb   | Vardar Skopje | 21:18         | Metalurg Skopje | RK Zagrzeb      | 31:29 | Tatran Preszów  |
| 2012/2013 | 12–14 kwietnia 2013 | Skopje    | RK Zagrzeb    | 25:24 (dogr.) | Vardar Skopje   | Metalurg Skopje | 26:21 | Mieszkow Brześć |
| 2013/2014 | 11–13 kwietnia 2014 | Nowy Sad  | Vardar Skopje | 29:27         | Mieszkow Brześć | RK Zagrzeb      | 36:28 | Tatran Preszów  |
| 2014/2015 | 25–29 marca 2015    | Veszprém  | Veszprém KSE  | 32:21         | Mieszkow Brześć | RK Zagrzeb      | 26:23 | Vardar Skopje   |
| 2015/2016 | 1–3 kwietnia 2016   | Varaždin  | Veszprém KSE  | 28:26         | Vardar Skopje   | RK Zagrzeb      | 24:23 | Mieszkow Brześć |
| 2016/2017 | 7–9 kwietnia 2017   | Brześć    | Vardar Skopje | 26:21         | Veszprém KSE    | Mieszkow Brześć | 23:19 | RK Zagrzeb      |

### Sezon zasadniczy
| Sezon     | 1. miejsce      | 2. miejsce      | 3. miejsce      | 4. miejsce      |
| --------- | --------------- | --------------- | --------------- | --------------- |
| 2011/2012 | RK Zagrzeb      | Vardar Skopje   | Tatran Preszów  | Metalurg Skopje |
| 2012/2013 | Mieszkow Brześć | Metalurg Skopje | Vardar Skopje   | RK Zagrzeb      |
| 2013/2014 | Tatran Preszów  | RK Zagrzeb      | Vardar Skopje   | Mieszkow Brześć |
| 2014/2015 | Veszprém KSE    | Vardar Skopje   | Mieszkow Brześć | RK Zagrzeb      |
| 2015/2016 | Veszprém KSE    | Vardar Skopje   | RK Zagrzeb      | Mieszkow Brześć |
| 2016/2017 | Vardar Skopje   | Veszprém KSE    | Mieszkow Brześć | RK Zagrzeb      |

## Osiągnięcia w Final Four
| Klub            | 1. miejsce | 2. miejsce | 3. miejsce | 4. miejsce |
| --------------- | ---------- | ---------- | ---------- | ---------- |
| Vardar Skopje   | 3          | 2          | 0          | 1          |
| Veszprém KSE    | 2          | 1          | 0          | 0          |
| RK Zagrzeb      | 1          | 0          | 4          | 1          |
| Mieszkow Brześć | 0          | 2          | 1          | 2          |
| Metalurg Skopje | 0          | 1          | 1          | 0          |
| Tatran Preszów  | 0          | 0          | 0          | 2          |